# 9e régiment d'artillerie (France)
Pour les articles homonymes, voir 9e régiment.
Le 9e régiment d'artillerie (9e RA) (également appelé 9e régiment d'artillerie à pied) est un régiment d'artillerie de l'Armée de terre française créé en 1829.

## Création et différentes dénominations
- 1794 : création du 9e régiment d'artillerie à pied
- 1795 : dissolution
- 1810 : création du 9e régiment d'artillerie à pied à partir de l'artillerie à pied de l'armée du Royaume de Hollande
- 1814 : dissolution
- 1829 : création du 9e régiment d'artillerie
- 1854 : 9e régiment d'artillerie monté[1]
- 1872 : 9e régiment d'artillerie[1]
- 1883 : 9e régiment d'artillerie de campagne (RAC)[2]
- 1917 : 9e régiment d'artillerie de campagne porté (RACP)[3]
- 1924 : dissout, forme le 311e régiment d'artillerie portée
- 1924 : simultanément, le 276e régiment d'artillerie de campagne devient 9e régiment d'artillerie divisionnaire (RAD)
- 1927 : dissout
- 1939 : mobilisation comme 9e régiment d'artillerie divisionnaire (RAD)
- 1940 : dissout

## Colonels et chefs de corps
- 24 décembre 1829 : Auguste Louis Marcel d'Esclaibes d'Hust
- 1901 : Pierre Xavier Emmanuel Ruffey
- octobre 1914 : colonel Dirat[4]
- novembre 1914 - ? : colonel Barbier[4]
- 1919 : lieutenant-colonel Mengin[5]
- 1940 : lieutenant-colonel Bartin[6]

## Historique des garnisons, combats et batailles

### Les origines
Le no 9 a été porté pour la première fois, et simultanément dans l'artillerie, par un régiment d'artillerie à pied et un régiment d'artillerie à cheval, qui s'étaient formés spontanément en 1794, avec des compagnies de canonniers volontaires. 

Le 9e régiment d'artillerie à pied, qui avait pour chef de brigade un officier nommé Ducellier, était cantonné dans le département du Nord, et jusqu'à Anvers. Après la perte de la Belgique, la bataille de Neerwinden et l'évacuation de Bruxelles, les conventionnels chargés de la guerre décident d'intégrer aux armées de la République les troupes du comité militaire Belge. Le comité militaire des Belges et Liégeois unis, de Lille, organise, depuis la déclaration de guerre d'avril 1792, des unités constituées de volontaires Belges et, en particulier, trois "squelettiques" bataillons d'artillerie qui sont, finalement, versé au 9e régiment d'artillerie. Ce régiment à pied ne semble pas avoir vécu au-delà de la loi d'organisation du 7 mai 1795. 

Le 9e régiment d'artillerie à cheval s'est maintenu jusqu'au 9 septembre 1798[réf. souhaitée].
Ce no 9 est repris, le 18 août 1810, par le régiment à pied de l'artillerie hollandaise, à la suite des 8 régiments d'artillerie à pied français. 
Ce corps, mis à 22 compagnies comme les régiments français, était commandé par le colonel David Ésaïe Bode, qui est fait prisonnier en 1813, et a été remplacé par le colonel Cottin. Celui-ci n'a jamais paru au corps. 
Le dépôt avait été transporté, en 1812, de La Haye à Douai, et le corps a fourni son contingent aux armées de Russie qui a été engagé aux batailles de Smolensk, de Polotsk, de la Moskova, de Krasnoï et de la Bérésina. Durant la campagne d'Allemagne, il participe aux batailles de Lützen, de Kulm, de Leipzig (16 au 19 octobre 1813) et d'Hanau puis lors de la campagne de France à la bataille de Montereau.
Il est licencié le 12 mai 1814 après la première abdication de Napoléon Ier. Les hommes d'origine étrangère retournèrent dans leur patrie, et les autres, ainsi que les cadres des compagnies, sont entrés dans la réorganisation des huit régiments à pied français.

### De 1829 à 1848
Le « 9e régiment d'artillerie » actuel est formé à Metz, le 24 décembre 1829, et il peut à la rigueur se considérer comme le continuateur du 4e régiment d'artillerie à cheval[réf. nécessaire], qui lui a cédé son colonel, le comte d'Esclaibes, une partie de son état-major, et ses trois premières compagnies. Les autres éléments qui entrèrent dans la composition du 9e RA sont : 
- les 14e, 15e, 16e et 17e compagnies du 3e régiment d'artillerie à pied
- les 15e, 16e et 17e compagnies du 4e régiment d'artillerie à pied
- les 10e, 11e, 12e, 13e, 14e et 15e compagnies du 7e régiment d'artillerie à pied

Depuis sa formation, le 9e régiment d'artillerie a occupé les garnisons de Metz en 1829, Valence en 1834, Toulouse en 1839, Strasbourg en 1843, et à Rennes en 1848.
En 1830, les 4e, 10e et 11e batteries débarquent à Sidi-Ferruch dans le cadre de la campagne d'Alger et sont engagées à la bataille de Staoueli, à la prise d'Alger en 1830 et à l'expédition de Bône en 1832. Ces batteries rentrent en France en 1830, 1831 et 1832.
Le 27 juillet 1837, la 8e batterie rejoint l'Algérie et participe à l'expédition et à la prise de Constantine.

### Second Empire
Le régiment occupe les garnisons, de Bourges en 1850, de Metz en 1858, de Vincennes en 1862, de Douai en 1866, et de Besançon en 1869.
En 1854, le 9e RA est resté régiment monté, conserve 8 de ses batteries, et reçoit 5 batteries du 5e régiment d'artillerie, 2 batteries du 8e régiment d'artillerie, et 1 batteries du 14e régiment d'artillerie. Il verse ses 4 batteries à pied au 1er régiment d'artillerie, et ses 2 batteries à cheval 17e régiment d'artillerie.
Dans le cadre de la guerre de Crimée, il est affecté à l'armée d'Orient et participe à l'expédition de la Dobroudja et à la bataille de l'Alma en 1854, au siège de Sébastopol, à l'expédition du bas-Dniepr et à la bataille de Malakoff.
En 1859-1860 il participe à l'expédition du Maroc et à l'expédition de Chine et en 1862 à l'expédition du Mexique.
Affectées à l'armée du Rhin durant la guerre franco-prussienne de 1870, 4 batteries du régiment combat à Wissembourg et Frœschwiller-Wœrth après laquelle les 6e, 7e, 8e et 9e batteries qui restent pour couvrir la retraite de l'armée.

Les batteries affectées à l'armée de Châlons participent à la bataille de Sedan.
Les autres batteries non-embrigadées dans ces deux armées, faites prisonnières, se trouvent :
- Dans l'armée de la Loire ou elles participent aux batailles de Coulmiers, de Loigny et d'Artenay en 1870.
- Dans l'armée de l'Est, elles sont engagées à la bataille de Nuits, en 1870, de Villersexel et d'Héricourt en 1871.
- Dans l'armée de Paris, pendant le siège de Paris en 1870-1871, elles assistent aux batailles et combats de Châtillon, de Villejuif, de Bagneux, des Hautes-Bruyères, de La Malmaison (17e compagnie), de Champigny et de Buzenval.
- A la défense de Strasbourg
- A la défense de Phalsbourg (1re batterie)

### De 1871 à 1914
Le régiment occupe les garnisons de Toulouse en 1872, et de Castres en 1874, sur le site de Lardaillé.
En 1872, il garde 9 batteries, et reçoit 2 batteries à cheval du 18e régiment d'artillerie, et versé 5 batteries montées au 18e régiment d'artillerie, une batterie à pied au 19e régiment d'artillerie, et 2 batteries montées au 22e régiment d'artillerie.
En 1873, il reçoit encore une batterie à cheval du 18e régiment d'artillerie, cède une batterie au 19e régiment d'artillerie, 2 batteries au 34e régiment d'artillerie, et une batterie au 3e régiment d'artillerie.
Ainsi constitué, il fait partie de la 16e brigade d'artillerie.
En 1881, le régiment participe à l'expédition de Tunisie et l'année suivante à l'expédition du Sud-Oranais

### Première Guerre mondiale
En casernement à Castres

#### Affectation
artillerie du 16e corps d'armée
Composition : 4 groupes de 12 batteries de canons de 75 (48 canons). 

#### 1914
Il quitte Castres le 8 août 1914,. Les groupes 1 à 4 du régiment, soit 12 batteries de 4 canons de 75, rejoignent l'AC/16, l'artillerie du 16e corps d'armée.
Deux autres groupes auront un parcours distinct du régiment. Un groupe de renforcement, mobilisé à Castres en août 1914, rejoint en avril 1917 le 256e RAC. Un autre groupe, formé à Castres en novembre 1914, rejoint en avril 1917 le 203e RAC.

#### 1915
En juin 1915, les 2e et 4e groupes rejoignent l'artillerie divisionnaire de la 16e division d'infanterie coloniale, artillerie divisionnaire qui deviendra le 209e RAC en 1917. Ils sont remplacés par deux groupes équipés de canons de 90, l'un issu du 38e RAC et qui devient 4e groupe, l'autre étant le groupe territorial du 9e RAC qui était à l'AD/96T, l'artillerie divisionnaire de la 96e division d'infanterie territoriale, et qui devient le 2e groupe.
Un groupe de 75mm participe à la bataille du Reichsackerkopf.

#### 1916
Le 3e groupe rejoint l'artillerie divisionnaire de la 161e DI en octobre 1916. L'AD/161 devient en avril 1917 le 267e RAC.
Le 4e groupe rejoint l'artillerie divisionnaire de la 164e DI en novembre 1916. L'AD/164 devient en avril 1917 le 232e RAC.

#### 1917
En novembre 1917, le régiment devient un régiment d'artillerie de 75 portés, à trois groupes.

### Entre-deux-guerres
Le régiment devient en janvier 1924 le 311e régiment d'artillerie portée, à l'armée du Rhin. Simultanément, le 276e régiment d'artillerie, artillerie de la division marocaine, prend le numéro 9. Le nouveau 9e régiment d'artillerie divisionnaire est rattaché au 32e corps d'armée et détaché à l'armée du Rhin.
Avec la division marocaine, le 9e RAD est engagé dans la Guerre du Rif. Il est dissous le 1er mars 1927.

### Seconde Guerre mondiale
Régiment de réserve, le 9e régiment d'artillerie divisionnaire est recréé le 6 septembre 1939 au centre mobilisateur d'artillerie no 16 de Castres et Montpellier. Son régiment frère, le 209e régiment d'artillerie lourde divisionnaire (RALD), est également formé dans ce centre mobilisateur. Ils font partie de la 66e division d'infanterie alpine.
Le régiment reçoit en renfort sa batterie divisionnaire antichar (10e batterie), à six 75 de campagne, en novembre 1939. 
Avec deux groupes muletiers de 75, le 9e RAD est rattaché à la 8e division légère d'infanterie coloniale le 6 juin 1940, en pleine bataille de France. La 8e DLIC, créée à partir d'unités diverses de l'armée des Alpes, est envoyée dans la précipitation soutenir le front du Nord-Est percé par les Allemands. Débarquée les 10 et 11 juin à Bréval et Épône, la division retraite jusqu'en Dordogne, en gardant sa cohésion. Fin juin, le Ier groupe est détaché auprès de la 85e division d'infanterie d'Afrique.
Le IIIe groupe du 9e RAD reste à la 66e DI.

## Étendards du régiment
Le premier étendard du 9e régiment d'artillerie, passé au 311e régiment d'artillerie, porte les inscriptions :
- La Moskova 1812
- Constantine 1837
- Sébastopol 1854-1855
- Magenta 1859
- Ypres 1914
- Verdun 1916

L'étendard du 9e régiment d'artillerie « de deuxième formation » reprend les inscriptions du 276e régiment d'artillerie, ex-artillerie divisionnaire de la division marocaine :
- Saint-Gond 1914
- Champagne 1915
- Verdun 1916
- Soissonnais 1918
- Vauxaillon 1918

### Distinctions
L'étendard du 9e régiment d'artillerie de campagne de 1re formation est décoré de la médaille militaire, et les soldats portent la fourragère aux couleurs de cette décoration. L'ancien 276e régiment d'artillerie a reçu les mêmes récompenses.

## Personnalités
- Louis André, futur ministre de la guerre, lieutenant au 9e RA en 1861.
- Émile Barthès, futur évêque auxiliaire d'Albi, brancardier au 9e RAC à partir de 1915.
- Joseph Brugère, en 1864, alors lieutenant.
- Marcel Burgun, joueur de rugby, y effectue son service militaire en 1913 puis y combat jusqu'en 1915.
- Antoine Chautan de Vercly, chef d'escadron en 1847.
- Adrien Dubouays de la Bégassière, alors lieutenant[19]
- Ferdinand Foch maréchal de France y commande une batterie fin 1884.
- Jules Étienne Marie Forgeot, général, rejoint le régiment en 1833.
- Ernest de Framond de La Framondie, député, au 9e RAC en 1914.
- Pierre Le Roy de Boiseaumarié, vigneron, au 9e RAC en 1914.
- Paul Marie Mirouel est sous-lieutenant au régiment en 1894.
- Alfred Frédéric Édouard Pistor combat avec le régiment en 1870
- Charles Ragon de Bange, célèbre inventeur et ingénieur d'artillerie y servit en 1862.

### Sources et bibliographie
- Georges Bernache-Assollant et Jacques-Irénée Courtieu, Historique du 9e régiment d'artillerie, Berger-Levrault, 1900, 490 p.
- Lieutenant-colonel Mengin, Historique du 9e régiment d'artillerie de campagne. Août 1914 -- novembre 1918, Albi, Impr. éd. Julien, 13 p., lire en ligne sur Gallica
- Maurice Loir, Au drapeau ! Récits militaires extraits des mémoires de G. Bussière et E. Legouis, du Cte de Ségur, du maréchal Masséna, du général Vte de Pelleport,... et des journaux, 1897, 312 p. (lire en ligne), p. 297 et suivantes
- Louis Susane : Histoire de l'artillerie Française
- Historiques des corps de troupe de l'armée française (1569-1900)